# Sidney de Carvalho
Sidney de Carvalho Duarte (Brasil, 12 de marzo de 2006), más conocido como Sidney, es un futbolista brasileño que juega como centrocampista en el E. C. Bahia del Campeonato Brasileño de Serie A.

## Estadísticas

### Clubes
Actualizado al último partido disputado el 26 de febrero de 2023.
| Club                 | Div.          | Temporada     | Liga  | Liga  | Liga   | Estatal | Estatal | Estatal | Copas nacionales | Copas nacionales | Copas nacionales | Copas internacionales | Copas internacionales | Copas internacionales | Total | Total | Total  |   |
| Club                 | Div.          | Temporada     | Part. | Goles | Asist. | Part.   | Goles   | Asist.  | Part.            | Goles            | Asist.           | Part.                 | Goles                 | Asist.                | Part. | Goles | Asist. |   |
| -------------------- | ------------- | ------------- | ----- | ----- | ------ | ------- | ------- | ------- | ---------------- | ---------------- | ---------------- | --------------------- | --------------------- | --------------------- | ----- | ----- | ------ | - |
| E. C. Bahia · Brasil | 1.ª           | 2023          | 0     | 0     | 0      | 2       | 0       | 0       | 0                | 0                | 0                | —                     | 2                     | 0                     | 0     |       |        |   |
| E. C. Bahia · Brasil | Total club    | Total club    | 0     | 0     | 0      | 2       | 0       | 0       | 0                | 0                | 0                | —                     | 0                     | 0                     | 0     | 2     | 0      | 0 |
| Total carrera        | Total carrera | Total carrera | 0     | 0     | 0      | 2       | 0       | 0       | 0                | 0                | 0                | —                     | 0                     | 0                     | 0     | 2     | 0      | 0 |